# ニノなのに
『ニノなのに』は、TBS系列で2025年4月9日から放送されているバラエティ番組である。二宮和也の冠番組。

## 概要
当番組のテーマは、「『なのに』をキーワードに、物事や人物の意外な一面を掘り下げる“ギャップ検証バラエティ”」。二宮がMC『なのに』ゲストが司会を務めるなどの異例の番組でもある。この形式は特番時から続いている。

## 出演者

### MC
- 二宮和也（嵐）

本来は自身がMCだが、その週のゲストが司会を務める為、MC『なのに』ゲスト扱いとなっている。

## 放送リスト

### パイロット版

#### 2024年
| 回 | 放送日   | 放送内容 | 司会   | スタジオゲスト                           | VTR出演者                                      | 備考          |
| -- | -------- | --- | ------ | ---------------------------------------- | ---------------------------------------------- | ------------- |
| 1  | 11月27日 | 超激辛グルメなのに??うどん屋なのに?が人気!?老舗旅館なのに??すると宿泊費100円 たい焼きなのに??主演俳優なのにアルバイト | 斎藤工 | 小峠英二（バイきんぐ） ヒコロヒー 森香澄 | ハナコ高岸宏行（ティモンディ）みやぞん柳楽優弥 | 20:30 - 21:58 |

#### 2025年
| 回 | 放送日   | 放送内容 | 司会           | スタジオゲスト                            | VTR出演者                                                         | 備考          |
| -- | -------- | --- | -------------- | ----------------------------------------- | ----------------------------------------------------------------- | ------------- |
| 2  | 01月04日 | 撮影の合間なのに詰め放題撮影の合間なのに方向感覚検定!撮影の合間なのに餅をつく!スタジオでなのにを検証!お笑い芸人なのにハガキ職人!     | 多部未華子     | 阿部寛 秦基博 恒松祐里 中岡創一（ロッチ） | 広瀬すず鈴木伸之佐藤隆太 クールポコ。どぶろっく 鈴木奈々 松野明美 | 21:15 - 23:15 |
| 3  | 03月12日 | 練習中なのにキンプリ高橋が関西弁を覚えられるのか検証!速記士vsCreepy Nutsの曲ことわざなのに嘘か?本当か?腹が減っては戦ができぬを検証!! | 小日向文世     | 桐谷健太 平子祐希（アルコ&ピース） 飯沼愛 | 髙橋海人（King & Prince）加藤諒才川コージ おばたのお兄さん        | 20:30 - 21:58 |
| 4  | 03月26日 | 電動キックボードなのに東京都を横断!?都合よくお医者さんはいるのか!?何百曲もあるのに有名アーティストは歌詞を全て覚えているのか!?       | ウルフ・アロン | 近藤春菜（ハリセンボン） 関口メンディー   | 大橋和也（なにわ男子）藤谷美海岡崎体育                            | 20:30 - 21:58 |

### レギュラー版

#### 2025年
| 回 | 放送日   | 放送内容 | 司会                           | スタジオゲスト                                                      | VTR出演者 | 備考                             |
| -- | -------- | --- | ------------------------------ | ------------------------------------------------------------------- | --- | -------------------------------- |
| 1  | 04月09日 | 主演俳優なのにリンゴの皮剥き対決MCニノが収録中なのに検定取得                                                                                             | 遠藤憲一                       | ディーン・フジオカ 髙橋ひかる                                       | 阿部寛 永野芽郁 | 6分拡大（20:54 - 21:58）         |
| 2  | 04月16日 | 字幕速記入vsCreepy Nutsの曲お笑い王者なのにハガキ職人 | 間宮祥太朗                     | 青山テルマ 小宮浩信（三四郎）                                       | 加藤諒ラブレターズ | 6分拡大（20:54 - 21:58）         |
| 3  | 04月23日 | ことわざなのに体を張って検証東京を縦断!!移動手段は何が早い!?                                                                                             | 内田篤人                       | 福留光帆 松丸亮吾                                                   | M!LK岩﨑大昇（KEY TO LIT） 武田真治 塚田僚一（A.B.C-Z） | 6分拡大（20:54 - 21:58）         |
| 4  | 05月07日 | おバカキャラなのに字がキレイ500年後日本人が全員佐藤さんに                                                                                                | 佐藤勝利（timelesz）           | 石原良純 堀田茜                                                     | 松田元太（Travis Japan） 武田双雲 | 6分拡大（20:54 - 21:58）         |
| 5  | 05月21日 | 高速道路なのに大渋滞で動かない!?俳優なのにメンタリストに挑戦二宮和也なのに通販の商品!?                                                                   | 中島一成（ジャパネットたかた） | 大沢あかね 前田公輝                                                 | 岩﨑大昇（KEY TO LIT） 金子貴俊 塚田僚一（A.B.C-Z）奥平大兼 出口夏希 Koki Hori                                                                                | 6分拡大（20:54 - 21:58）         |
| 6  | 05月28日 | キャンプ経験ゼロなのに無人島でソロキャンプ大物スターの記者会見中なのに極秘ミッション素人なのに達人に勝てる?5ノなのに喋りが武器の芸人なのに文章だけで勝負 | 黒田俊介（コブクロ）           | 河北麻友子 DJ KOO（TRF） 百田夏菜子（ももいろクローバーZ） アンミカ | 吉沢亮宮近海斗（Travis Japan）髙地優吾（SixTONES） 戸塚祥太（A.B.C-Z） 西畑大吾（なにわ男子） 菅田琳寧（B&ZAI） 安嶋秀生（少年忍者）インディアンス 立川志らく | 2時間SP（20:54 - 22:57）         |
| 7  | 06月25日 | 嵐・二宮なのにモノマネされない!?アーティスティックスイミング選手なのに海女さん                                                                           | 中村倫也                       | 井浦新 馬瓜エブリン                                                 | 河合郁人 キンタロー。 原口あきまさ ホリ Mr.シャチホコ 山本高広柳澤明希                                                                                        | 6分拡大（20:54 - 21:58）         |
| 8  | 07月16日 | 嵐・松本潤なのに急遽 六本木の街へ! 収録中なのに誕生日パーティー!                                                                                         | 松本潤                         | 波瑠 後藤輝基（フットボールアワー）                                 | | 35分繰り下げ。 （21:29 - 22:33） |
| 9  | 07月30日 | 通勤ラッシュは何が1番早いのか!?主演俳優なのにカバディに挑戦                                                                                              | 奈緒                           | 須賀健太 しずちゃん（南海キャンディーズ）                           | 金子貴俊 塚田僚一（A.B.C-Z） 槙野智章鈴木亮平 | 6分拡大（20:54 - 21:58）         |
| 10 | 08月06日 | 令和の時代なのに携帯電話がない!?LE SSERAFIMなのに喫茶店の店員!?                                                                                          | 小手伸也                       | 中条あやみ 加藤諒                                                   | ゆめぽてLE SSERAFIM | 6分拡大（20:54 - 21:58）         |
| 11 | 08月13日 | 花火大会の帰りは何が早い!?玉木宏なのに町中華でアルバイト                                                                                                 | Matt                           | 清野菜名 高橋克実                                                   | 鬼龍院翔（ゴールデンボンバー） 金子貴俊 塚田僚一（A.B.C-Z）玉木宏                                                                                             | 6分拡大（20:54 - 21:58）         |
| 12 | 08月20日 | M!LKが検証!!登山なのに自転車日本語なのに外国語に聞こえる!?                                                                                               | 宇野昌磨                       | アンミカ 村上佳菜子                                                 | M!LKゆめぽて | 6分拡大（20:54 - 21:58）         |

## ネット局
- 本番組は全編ローカルセールス枠であるため、JNN全局ネット番組ではない。
制作局であるTBSでは1982年（昭和57年）開始の『そこが知りたい』から平日夜に1時間のローカル編成枠を設けているが、曜日や時間帯、時間枠も改編期ごとに変更されており、2013年春改編時点で水曜19-20時枠の2時間、2014年春改編以降は水曜19-21時枠と3時間まで拡大されている。本番組はそのローカル編成枠の一部を構成する番組となる。
- 本番組と前座番組の「世界くらべてみたら」または「それって実際どうなの会」は放送回により変則的な放送時間となっているため、TBSテレビ以外のネット局では編成の都合により後日遅れネットとなったり、短縮版を放送する場合がある。また、当番組が19時開始のスペシャル放送時は19時台に自社制作番組を放送する局では20時からの短縮版をTBSテレビからの裏送りで放送する場合があり、22時台までスペシャル放送時は、『JNNフラッシュニュース』内包番組となり、21:58までは上記の体裁に準じるが、21:58以降はネットワークセールス枠となるためその枠のみを飛び乗りで放送する場合がある。

| 放送対象地域   | 放送局                    | 系列    | 放送期間       | 放送時間           | ネット状況 |
| -------------- | ------------------------- | ------- | -------------- | ------------------ | ---------- |
| 関東広域圏     | TBSテレビ（TBS）          | TBS系列 | 2025年4月9日 - | 水曜 21:00 - 21:58 | 制作局     |
| 北海道         | 北海道放送（HBC）         | TBS系列 | 2025年4月9日 - | 水曜 21:00 - 21:58 | 同時ネット |
| 青森県         | 青森テレビ（ATV）         | TBS系列 | 2025年4月9日 - | 水曜 21:00 - 21:58 | 同時ネット |
| 岩手県         | IBC岩手放送（IBC）        | TBS系列 | 2025年4月9日 - | 水曜 21:00 - 21:58 | 同時ネット |
| 宮城県         | 東北放送（tbc）           | TBS系列 | 2025年4月9日 - | 水曜 21:00 - 21:58 | 同時ネット |
| 山形県         | テレビユー山形（TUY）     | TBS系列 | 2025年4月9日 - | 水曜 21:00 - 21:58 | 同時ネット |
| 福島県         | テレビユー福島（TUF）     | TBS系列 | 2025年4月9日 - | 水曜 21:00 - 21:58 | 同時ネット |
| 長野県         | 信越放送（SBC）           | TBS系列 | 2025年4月9日 - | 水曜 21:00 - 21:58 | 同時ネット |
| 山梨県         | テレビ山梨（UTY）         | TBS系列 | 2025年4月9日 - | 水曜 21:00 - 21:58 | 同時ネット |
| 静岡県         | 静岡放送（SBS）           | TBS系列 | 2025年4月9日 - | 水曜 21:00 - 21:58 | 同時ネット |
| 富山県         | チューリップテレビ（TUT） | TBS系列 | 2025年4月9日 - | 水曜 21:00 - 21:58 | 同時ネット |
| 石川県         | 北陸放送（MRO）           | TBS系列 | 2025年4月9日 - | 水曜 21:00 - 21:58 | 同時ネット |
| 中京広域圏     | CBCテレビ（CBC）          | TBS系列 | 2025年4月9日 - | 水曜 21:00 - 21:58 | 同時ネット |
| 近畿広域圏     | 毎日放送（MBS）           | TBS系列 | 2025年4月9日 - | 水曜 21:00 - 21:58 | 同時ネット |
| 島根県・鳥取県 | 山陰放送（BSS）           | TBS系列 | 2025年4月9日 - | 水曜 21:00 - 21:58 | 同時ネット |
| 広島県         | 中国放送（RCC）           | TBS系列 | 2025年4月9日 - | 水曜 21:00 - 21:58 | 同時ネット |
| 山口県         | テレビ山口（tys）         | TBS系列 | 2025年4月9日 - | 水曜 21:00 - 21:58 | 同時ネット |
| 愛媛県         | あいテレビ（itv）         | TBS系列 | 2025年4月9日 - | 水曜 21:00 - 21:58 | 同時ネット |
| 高知県         | テレビ高知（KUTV）        | TBS系列 | 2025年4月9日 - | 水曜 21:00 - 21:58 | 同時ネット |
| 福岡県         | RKB毎日放送（RKB）        | TBS系列 | 2025年4月9日 - | 水曜 21:00 - 21:58 | 同時ネット |
| 長崎県         | 長崎放送（NBC）           | TBS系列 | 2025年4月9日 - | 水曜 21:00 - 21:58 | 同時ネット |
| 大分県         | 大分放送（OBS）           | TBS系列 | 2025年4月9日 - | 水曜 21:00 - 21:58 | 同時ネット |
| 沖縄県         | 琉球放送（RBC）           | TBS系列 | 2025年4月9日 - | 水曜 21:00 - 21:58 | 同時ネット |
| 岡山県・香川県 | RSK山陽放送（RSK）        | TBS系列 | 不定期放送     | 不定期放送         | 遅れネット |

## スタッフ

### レギュラー版
- 総合演出：立澤哲也
- ナレーター：真地勇志
- 構成：松本建一、佐藤大地、須毛原淳
- CAM：小野寺康敏
- 音声：長島大輔
- TP：吉田崇
- VE：松吉英明
- VTR：浦里麻也
- LD：諸岡亮
- ロケ技術：福浦俊輔、東沙也加【毎週】、松橋利行、鈴木亜湖【不定期】
- 編集：小嶺浩一、三浦淳
- MA：田邊雅之
- 音効：松田創
- イラスト：内田美桜
- CG：久保田葵
- 編成：野村和矢（TBSテレビ）
- 技術協力：極東電視台、TBS ACT、UNBIT.
- 美術プロデューサー：半田裕記
- 美術デザイナー：大三島弘女、柳瀬夏海
- 美術ディレクター：小倉樹
- 美術マネジメント：鈴木直人
- 装置：坂本進
- 操作：佐藤翔大
- 装飾：篠原直樹
- 植木装飾：植田佳代
- アクリル装飾：森美男
- リサーチ：井上集、鈴木良治
- TK：五味真琴
- AD：佐藤聖将、北野莉帆、相馬光里、山田夏生、尾澤朱季、森川絵理菜、京久保楓音、柏木葉月、須藤琴音、萱沼青汰
- AP：知見真衣、大岡美由奈
- ディレクター：藤本大輝、藤巻聖、土屋友貴、坂本郁容、福谷侑子、安藤潤哉、渡邉将成
- プロデューサー：首藤光典、三田村奈緒子、安田友里、上田沙栄
- 製作：極東電視台、TBS

### パイロット版
第4弾（2025年3月26日放送分）
- 総合演出：立澤哲也
- ナレーション：真地勇志
- 構成：松本建一、佐藤大地（佐藤→第2弾-）、須毛原淳
- CAM：小野寺康敏
- 音声：長島大輔
- TP：吉田崇
- VE：宮前早智（第4弾）
- VTR：髙橋瑞希（第4弾）
- LD：長治憲明（第4弾）
- ロケ技術：松橋利行（第4弾）、福浦俊輔（第2弾-、第1弾はロケCAM）、佐藤拓弥（第3弾-）、大脇悠誠（第2弾-、第1弾はロケCAM）
- 編集：小嶺浩一、三浦淳（三浦→第3弾-）
- MA：田邊雅之
- 音効：松田創
- イラスト：内田美桜（第3弾-、第2弾はCG）
- CG：久保田葵（第3弾-）
- 編成：野村和矢（TBSテレビ）
- 技術協力：極東電視台、TBS ACT、オムニバス・ジャパン
- 美術プロデューサー：半田裕記
- 美術デザイナー：大三島弘女、柳瀬夏海（柳瀬→第3弾-）
- 美術ディレクター：小倉樹
- 美術マネジメント：鈴木直人
- 装置：坂本進
- 操作：佐藤翔太
- 装飾：篠原直樹
- 植木装飾：東田佳代
- アクリル装飾：森美男
- リサーチ：井上集、鈴木良治
- TK：梅澤和世
- AD：北野莉帆（第1弾-）、佐藤聖将（第3弾-）、相馬光里（第1,3弾-）、山田夏生（第3弾-）、尾澤朱季（第3弾-）、森川絵理菜（第3弾-）、京久保楓音（第3弾-）、柏木葉月（第3弾-）
- AP：知見真衣（第1弾-）、大岡美由奈（第3弾-）
- ディレクター：藤巻聖（第1弾-）、土屋友貴（第1弾-）、坂本郁容（第2弾-）、藤本大輝（第1弾-）、福谷侑子（第1弾-）、安藤潤哉（第2弾-）、渡邉将成（第1弾-）
- プロデューサー：首藤光典（第1弾-）、三田村奈緒子（第1弾-）、安田友里（第4弾）、上田沙栄（第1弾-）
- 製作：極東電視台、TBS

### 過去のスタッフ
- 構成：山形遼介（第2弾）
- VE：木野内洋（第2弾）、松吉英明（第3弾）
- VTR：阿部法寛（第2弾）、河本崇（第3弾）
- LD：諸岡亮（第2,3弾）
- ロケ技術：東沙也加（第1,3弾）、鈴木亜海（第2弾、第1弾はロケCAM）
- AD：水野裕太（第1弾）、高橋陽（第2弾）
- プロデューサー：円城寺健一（第1弾）、佐藤稔久（第2弾）